# 1868 Térsites
1868 Térsites é um asteroide troiano de Júpiter. Foi descoberto em 24 de setembro de 1960 por Cornelis Johannes van Houten, Ingrid van Houten-Groeneveld e Tom Gehrels.